# 이영욱 (천문학자)
이영욱은 대한민국의 천문학자이자 대학교수이다. 1993년부터 연세대학교 천문우주학과 교수로 재직중이다. 연세대학교, 예일대학교(Yale University) 대학원을 나왔다. 1990-1993년까지 NASA에서 허블 펠로우십(Hubble Fellowship)을 했다.

## 수상
- 2000올해의 과학자상